# Strabomantis cheiroplethus
Espèce
Synonymes
- Eleutherodactylus cheiroplethus Lynch, 1990
- Craugastor cheiroplethus (Lynch, 1990)

Statut de conservation UICN

 EN  : En danger
Strabomantis cheiroplethus est une espèce d'amphibiens de la famille des Craugastoridae.

## Répartition
Cette espèce est endémique du versant Pacifique de la cordillère Occidentale en Colombie. Elle se rencontre dans les départements d'Antioquia, de Risaralda, de Chocó et de Valle del Cauca entre 800 et 1 540 m d'altitude.

## Publication originale
- Lynch, 1990 : A new large species of streamside Eleutherodactylus from western Colombia (Amphibia: Leptodactylidae). Herpetologica, vol. 46, no 2, p. 135-142.